# Rape of the Bastard Nazarene
Rape of the Bastard Nazarene är det brittiska progressiva black metal/death metal-bandet Akercockes debutalbum, utgivet december 1999 av skivbolaget Goat of Mendes, bandets eget skivbolag. Albumet återutgavs 2001 och 2005 med tre bonusspår med Jason Mendonça och David Grays tidigare band, "Salem Orchid".

## Låtlista
| Nr  | Titel                                 | Längd |
| --- | ------------------------------------- | ----- |
| 1.  | Declaration                           | 0:09  |
| 2.  | Hell                                  | 4:20  |
| 3.  | Nadja                                 | 2:57  |
| 4.  | The Goat (instrumental)               | 2:30  |
| 5.  | Marguerite & Gretchen                 | 6:59  |
| 6.  | Sephiroth Rising (instrumental)       | 1:11  |
| 7.  | Zuleika                               | 4:12  |
| 8.  | Conjuration                           | 1:57  |
| 9.  | Il Giardino di Monte Oliveto Maggiore | 4:01  |
| 10. | Justine                               | 5:12  |
| 66. | The Blood of Khaos                    | 2:12  |

Spåren 11 – 65 är 20-sekunders spår utan ljud.
Bonusspår på återutgåvan (2001 & 2005) med "Salem Orchid"
| Nr  | Titel                 | Längd |
| --- | --------------------- | ----- |
| 11. | Sempiternal Suffering | 10:31 |
| 12. | Nirvana of Agony      | 7:53  |
| 13. | Luciferian Canto      | 2:12  |

Bonusspåren med Salem Orchid utgavs ursprunglig som på et demoalbum 1991.

## Medverkande
Musiker (Akercocke-medlemmar)
- Jason Mendonça – sång, gitarr
- David Gray – trummor
- Paul Scanlan – gitarr
- Peter Theobalds – basgitarr

Bidragande musiker
- Nicola Kemp – sång
- Tanya Warwick – sång

Produktion
- Martin Bonsoir – producent, ljudtekniker, ljudmix
- Peter Theobalds, Akercocke – omslagsdesign
- Stevvi – foto